# Parasitose delirante
A parasitose delirante, também conhecida como delírio de parasitose, infestação parasitária delirante ou síndrome de Ekbom, é uma desordem delirante em que os indivíduos acreditam erroneamente que estão infestados de parasitas, insetos ou demais bichos, enquanto que na realidade, tal infestação não existe. Os pacientes desta condição geralmente relatam alucinações táteis conhecidas como formigamentos, uma sensação semelhante a insetos que se movimentam sobre ou sob a pele.
Esse transtorno mental caracterizado por uma crença fixa e falsa de que existe uma infestação da pele, contrastando com os casos de parasitoses reais, como a sarna e a infestação por Demodex, em que uma infestação da pele está presente e identificável por um médico através de exame físico ou testes laboratoriais.
O nome alternativo, síndrome de Ekbom, foi batizado em homenagem ao neurologista sueco Karl-Axel Ekbom, que publicou descrições seminais da doença em 1937 e 1938. É diferenciada da doença de Willis-Ekbom (WED), outro nome para a síndrome das pernas inquietas. Morgellons é uma forma autodiagnosticada dessa condição, na qual os indivíduos têm feridas que acreditam conter algum tipo de fibra.

## Sinais e sintomas
Os detalhes da parasitose delirante variam entre os pacientes, embora ela se manifeste tipicamente como uma sensação de engatinhamento e pinicamento, que é mais comumente descrita como envolvendo parasitas percebidos rastejando ou se enterrando na pele, às vezes acompanhada por uma sensação física real (conhecida como formigamento; geralmente associada à menopausa, ou às vezes à exposição a produtos de limpeza doméstica). Os pacientes também podem ferir-se em tentativas de se livrar dos "parasitas". Alguns são capazes de induzir a condição em outros através de sugestões, caso em que o termo folie à deux pode ser aplicável.
Quase qualquer marcação na pele, ou pequeno objeto ou partícula encontrados na pessoa ou em suas roupas, pode ser interpretada como evidência para a infestação parasitária, e os pacientes comumente coletam compulsivamente tais "evidências" e então as apresentam aos profissionais médicos quando procuram ajuda. Essa apresentação de "evidência" é conhecida como "o sinal da caixa de fósforos" porque a "evidência" é freqüentemente apresentada em um pequeno contêiner, como uma caixa de fósforos.
Archives of Dermatology publicou um estudo da Mayo Clinic com 108 pacientes em 16 de maio de 2011. Não conseguiu encontrar evidências de infestação da pele, apesar de fazer biópsias de pele e examinar espécimes fornecidos pelo paciente. O estudo, realizado de 2001 a 2007, concluiu que a sensação de infestação da pele era uma delirante parasitose.
A parasitose delirante é observada mais comumente em mulheres, e a frequência é muito maior após os 40 anos de idade.
Cleptoparasitosis delusório é uma forma de ilusão de parasitose, onde a pessoa acredita que a infestação está em sua habitação, e não em seu corpo.
Morgellons é mal compreendido, mas parece ser uma forma de parasitose delirante em que as pessoas têm condições de pele dolorosas que acreditam conter fibras de vários tipos.

## Diagnóstico
A parasitose delirante é dividida em grupos primário, funcional secundário e orgânica secundário.

### Primário
Na parasitose delirante primária, os delírios compõem toda a entidade da doença: não há deterioração adicional do funcionamento mental básico ou processos idiossincráticos de pensamento. Os delírios parasitários consistem em uma única crença ilusória em relação a algum aspecto da saúde. Especialistas médicos referem-se a este fenômeno como "psicose hipocondríaca monossintomática", e às vezes como "verdadeira" parasitose delirante. No DSM-IV, corresponde ao "transtorno delirante, tipo somático".

### Funcional secundário
A parasitose delirante funcional secundária ocorre quando os delírios estão associados a uma condição psiquiátrica, como esquizofrenia, transtorno obsessivo-compulsivo ou depressão clínica.

### Orgânica secundário
A parasitose delirante orgânica secundária ocorre quando uma doença ou substância médica (clínica ou recreativa) causa os sintomas do paciente. No DSM-IV esta situação corresponde a "transtorno psicótico devido à condição clínica geral". As doenças físicas que podem estar subjacentes à parasitose delirante orgânica secundária incluem: hipotireoidismo, câncer, doença cerebrovascular, tuberculose, distúrbios neurológicos, deficiência de vitamina B12 e diabetes. Qualquer doença ou medicação para a qual a formulação é um sintoma ou efeito colateral pode se tornar um gatilho ou causa subjacente de parasitose delirante.
Outros factores fisiolicos que podem causar formigamento e, por isso, podem por vezes conduzir a esta condição incluem: menopausa (isto retirada da hormona); alergias e abuso de drogas, incluindo mas não limitado a dependência de cocaína e metanfetamina (como na psicose por anfetamina). Parece que muitos desses fatores fisiológicos, bem como fatores ambientais, como irritantes no ar, são capazes de induzir uma sensação de "rastejamento" em indivíduos saudáveis; no entanto, algumas pessoas ficam fixadas na sensação e no seu possível significado, e essa fixação pode então se transformar em parasitose delirante.

## Tratamento
As formas secundárias de parasitose delirante são tratadas pelo tratamento da condição psicológica ou física associada primária. A forma primária é tratada da mesma forma que outros transtornos delirantes e esquizofrenia. No passado, a pimozida era a droga de escolha na seleção dos antipsicóticos típicos. Atualmente, os antipsicóticos atípicos, como a olanzapina ou a risperidona, são usados como tratamento de primeira linha.
Notavelmente, os pacientes muitas vezes rejeitam o diagnóstico médico profissional de parasitose delirante, e poucos pacientes se submetem voluntariamente ao tratamento, apesar da eficácia demonstrável.

## Sociedade e cultura

### Morgellons
A fundadora da Morgellons Research Foundation, Mary Leitao, cunhou o nome em 2002, revivendo-o a partir de uma carta escrita por um médico em meados do século XVII. Leitao e outros envolvidos em sua fundação (que se identificaram como tendo Morgellons) pressionaram com sucesso membros do Congresso dos Estados Unidos e do Centros de Controle e Prevenção de Doenças (CDC) para investigar a doença em 2006. Os pesquisadores do CDC divulgaram os resultados de seu estudo plurianual em janeiro de 2012, indicando que nenhum organismo da doença estava presente em pessoas com Morgellons; as fibras encontradas eram provavelmente de algodão, concluindo que a condição era "semelhante a condições mais comumente reconhecidas, como a infestação delirante".

## Leituras posteriores
- Berrios GE (1985). «Delusional Parasitosis and Physical Disease». Comprehensive Psychiatry. 26 (5): 395–403. PMID 4028691. doi:10.1016/0010-440X(85)90077-X
- Frances A, Munro A (1989). «Treating a woman who believes she has bugs under her skin». Hospital and Community Psychiatry. 40 (11): 1113–1114. PMID 2807218
- Goddard J (1995). «Analysis of 11 cases of delusions of parasitosis reported to the Mississippi Department of Health». Southern Medical Journal. 88 (8): 837–839. PMID 7631209. doi:10.1097/00007611-199508000-00008
- Gould WM, Gragg TM (1976). «Delusions of parasitosis». Archives of Dermatology. 112 (12): 1745–1748. PMID 1008566. doi:10.1001/archderm.1976.01630370033007
- Morris M (1991). «Delusional Manifestation». The British Journal of Psychiatry. 159: 83–87. doi:10.1192/bjp.159.1.83
- Rasmussen JE; Voorhees, JJ (1990). «Psychosomatic Dermatology». Archives of Dermatology. 126 (1): 90–93. PMID 2404467. doi:10.1001/archderm.1990.01670250096016
- Schrut AH, Waldron WG (1963). «Psychiatric and entomological aspects of delusory parasitosis». JAMA. 186 (4): 429–430. doi:10.1001/jama.1963.63710040008018b
- Ekbom K, Yorston G, Miesch M, Pleasance S, Rubbert S (2003). «The pre-senile delusion of infestation». Hist Psychiatry. 14 (54 Pt 2): 229–232. PMID 14521159. doi:10.1177/0957154X030142007
- Slaughter, JR; Zanol, K; Rezvani, H; Flax, J (dezembro de 1998). «Psychogenic Parasitosis». Psychosomatics. 39 (6): 491–500. PMID 9819949. doi:10.1016/S0033-3182(98)71281-2. Arquivado do original em 30 de setembro de 2003